# کیئیچی سوزوکی
کیئیچی سوزوکی (انگلیسی: Keiichi Suzuki) موسیقیدان ژاپنی است که در فیلم‌های متعددی نیز به ایفای نقش پرداخته است.